# Xブレード
『Xブレード』（エックスブレード、X-Blades）は、2009年4月30日にプレイステーション3とXbox 360で発売されたアクションゲーム。

## 概要
トレジャーハンターの少女「アユミ」を操作し、無数のモンスターが住み着く遺跡を進んでいくアクションゲーム。全部で30種以上あるステージを一つ一つクリアしていく形式。クリア条件は、「トラップを特殊動作で切り抜ける」などの特殊な条件のつく一部のステージ以外は、そのステージに登場する敵を全滅させることによってクリアとなる。敵を全滅させることがクリア条件だった場合、それを満たしたときには画面に「VICTORY」と表示されて次のステージに進める。
ロシア製のゲームだが、登場ヒロインであるアユミが日本アニメ風の美少女キャラクターであることから「ロシア発の美少女アクションゲーム」として話題となった。
2012年には続編『ブレイズ オブ タイム』がPS3・Xbox 360用ソフトとして製作。北米・東欧・日本などで順次リリース。日本ではKONAMIから同年3月8日に発売された。

## ストーリー
主人公の少女「アユミ」は、世界中にある数々の財宝を見つけてきた凄腕のトレジャーハンター。彼女は最近、商人の店である遺跡の地図を発見した。その遺跡には「神秘の力を持つ秘宝が眠っている」という伝説があり、彼女はその秘宝を手に入れるために遺跡へ向かうことにした･･････。

## 登場人物
アユミ
声 - 釘宮理恵
本作の主人公である少女。トレジャーハンティングを生業としている。褐色の肌と三つに束ねた金色の髪が特徴で、露出度の高いTバックビキニコスチュームを着けている。仲間と行動することはなく、基本的に単独行動。モンスターとの戦闘では、剣と銃が一体化した愛用の武器である「ガンブレード」による攻撃と魔法を駆使し戦う。
ジェイ
声 - 日野聡
遺跡で罠に嵌っているアユミを見つけ、助け出した青年。あるステージではアユミと共闘することになる。モンスターとの戦闘では拳を使った肉弾戦と光属性魔法を駆使して戦う。
光の者
声 - 江川央生
闇の者
声 - 江川央生

## システム
スキルと魔法
アユミはソウル（後述）を消費することで、様々なスキルや魔法を覚え、戦闘中に使える。スキルや魔法を使うためには、あらかじめスロットに使いたいものをセットしたうえで、「怒り（レイジ）ゲージ」を溜めることで使える。怒りゲージは主に敵に攻撃したときと敵から攻撃を受けたときに溜まっていく。
スキルや魔法の習得、およびアイテムの購入
スキルや魔法を習得、また回復アイテムを購入するためには、「ソウル」と呼ばれるものを集める必要がある。ソウルはこの作品における「通貨」のようなもので、敵を倒したりステージに設置されているオブジェクトを壊すことなどで得られる。
アップグレード
ステージにまれに落ちているアイテム「秘宝の欠片」を3つ集めることで、アユミのアクションを強化できる。秘法の欠片はゴールド・シルバー・ルビーの3種類あり、順にブレードスキル・ガンスキル・エアリアル（対空）スキルを上昇させる。スキルのレベルが上昇する度に特殊な攻撃を覚えていく。

## パッケージイラスト
日本語版のパッケージイラストは、二本の剣を構えたアユミが背中を向けている図だが、公式サイトとXbox 360版ではTバックであるアユミのショーツは、PS3版では布地の幅が広く露出度が低いものになっている。